# Jusix
Jusix ist eine französische Gemeinde mit 94 Einwohnern (Stand 1. Januar 2022) im Département Lot-et-Garonne in der Region Nouvelle-Aquitaine. Sie gehört zum Arrondissement Marmande und zum Kanton Les Coteaux de Guyenne.

## Geographie
Die Gemeinde liegt etwa zehn Kilometer nordwestlich von Marmande an der Grenze zum Département Gironde am rechten Ufer der Garonne und wird von einem Mäander des Flusses umgeben. Nachbargemeinden von Jusix sind Lamothe-Landerron im Norden (Dép. Gironde), Saint-Martin-Petit und Sainte-Bazeille im Osten, Couthures-sur-Garonne im Südosten, Meilhan-sur-Garonne im Süden und Südwesten, Bourdelles im Westen (Dép. Gironde) und Mongauzy im Nordwesten (Dép. Gironde).
Der Fluss Garonne bildet die südliche Gemeindegrenze.

## Bevölkerungsentwicklung
| 1962 | 1968 | 1975 | 1982 | 1990 | 1999 | 2009 | 2016 |
| ---- | ---- | ---- | ---- | ---- | ---- | ---- | ---- |
| 144  | 200  | 173  | 141  | 134  | 114  | 111  | 123  |

## Sehenswürdigkeiten
- Kirche Saint-Jean-Baptiste, errichtet am Anfang des 19. Jahrhunderts, mit wertvollen Inventargegenständen[1]

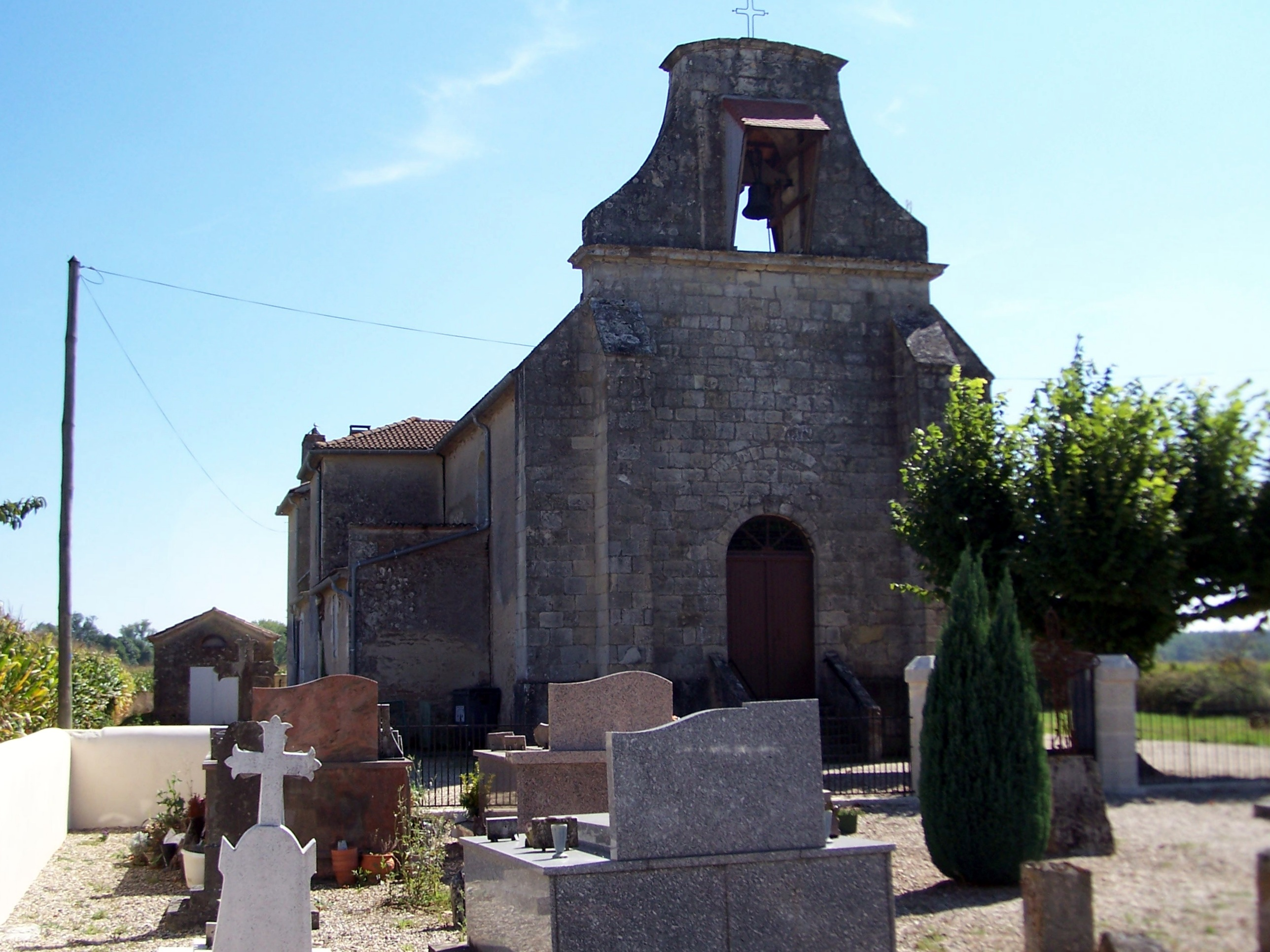
Kirche Saint-Jean-Baptiste